# Ouvertüre: Simplicius
Ouvertüre: Simplicius är en ouvertyr av Johann Strauss den yngre. Den spelades första gången den 17 december 1887 på Theater an der Wien i Wien.

## Historia
Ouvertyren till Strauss operett Simplicius börjar likadant som inledningen (Nr. 1) till operetten, med 14 takters Allegro moderato. Resten av öppningssekvensen består av övriga motiv från Nr. 1. Efter en kort fanfar kommer en marsch-passage, vilken här spelas i 2/4-takt men som i operetten spelas som ett orkestermellanspel under finalen (Nr. 10) till akt I. Nästa del består av en serie alternerande 6/8- och 2/4-takter, vilka inte förekommer i det publicerade klaverutdraget och som kan vara material som togs bort före premiären. 'Walzer-Romanze' (Nr. 12) "Ich denke gem züruck" i akt III, sjungen av eremiten, är musiken i nästa Andante, först spelad staccato i 2/4 och sedan i valstakt. Denna melodi, som senare blir tema 1A i orkestervalsen Donauweibchen (op. 427), används också till finalensemblen (Nr. 17) i operetten. En repris av de alternerande 6/8 och 2/4 leder vidare till ett utdrag från inledningen (Nr. 6) till akt II, sjungen av kören till orden "soldatenhandwerk, schönstes auf der ganzen Welt". Som final använder Strauss ett Allegro vivace och Più allegro, vilka går från pianissimo till fortissimo.
Det första framförandet av ouvertyren till Simplicius efter premiären av operetten - i programmet beskrivet som "Inledning till operetten 'Simplicius'" - ägde rum i Gyllene salen i Musikverein den 26 december 1887. 

## Om verket
Speltiden är ca 5 minuter och 42 sekunder plus minus några sekunder beroende på dirigentens musikaliska tolkning.

## Weblänkar
- Ouvertüre: Simplicius i Naxos-utgåvan.